# Boleslav Črnagoj
Boleslav Črnagoj, slovenski inženir gozdarstva, * 18. oktober 1894, Šmartno pod Šmarno goro, † 24. julij 1974, Ljubljana.

## Življenje in delo
Rodil se je očetu učitelju in sadjarju Francu ter materi Juliji (rojena Čerin). Diplomiral je leta 1920 na Visoki šoli za kmetijstvo in gozdarstvo na Dunaju. Po končanem študiju je od 1921 služboval v Ljubljani, od 1926 pa v Beogradu na ministrstvu gozdov in rudnikov. V letih 1946-1947 je bil strokovni sodelavec jugoslovanske vojaške misije v Berlinu. Po vrnitvi v Ljubljano je najprej predaval na Gozdarskem tehnikumu, nato pa je bil od 1954 znanstveni svetovalec na Inštitutu za gozdno in lesno gospodarstvo Ljudske republike Slovenije. Posvečal se je teoretskim in praktičnim vprašanjem pri projektiranju gozdnih cest, gozdnih gradenj in katastru gozdnega cestnega omrežja. Izdelal je več tehničnih elaboratov in projektov ter analiz za slovensko gozdarsko operativo.